# BMD-3
El BMD-3 (Boyevaya Mashina Desanta , en ruso: "Боевая Машина Десанта"; literalmente "Vehículo de combate aerotransportado") es un ligero vehículo de combate de infantería soviético que es totalmente anfibio y lanzable en paracaídas con su tripulación a bordo. Iba a ser una plataforma para fuego de apoyo, con las unidades aerotransportadas y de asalto aéreo. No es un BMD-1 mejorado, sino un vehículo completamente rediseñado con suspensión hidroneumática, nuevo casco, un motor diésel 2V-06-2 más potente y con la torreta del BMP-2.
El vehículo es producido en la Fábrica de tractores de Volgogrado, Volgogrado, Rusia, bajo el índice industrial Objekt 950 y entró en servicio con las Tropas Aerotransportadas rusas en 1990, un año antes de la caída de la Unión Soviética.  

## Variantes
- BMD-3 (Objeto 950) - Modelo básico, como el descrito.
  - BMD-4 (Objeto 960) - Casco modificado con nueva torreta "Bakhcha-U", que contiene un cañón principal 2A70 de 100 mm, un cañón automático 2A72 de 30 mm, una ametralladora de 7,62 mm y el nuevo sistema de control de disparo "Ramka". Se le ha retirado el AGS-17 del glacis del casco. El armamento es similar al de un BMP-3. Los BMD-4 son BMD-3 de construcción reciente o mejorados. El prototipo era conocido como BMD-3M.[1] El BMD-4 ya no está siendo comprado para las tropas rusas, sino el BMD-4M.[2]
    - BMD-4M - Variante mejorada con un casco completamente nuevo y el motor UTD-29 de 500 hp del BMP-3. Esta versión será producida por Kurganmashzavod (KTZ) en lugar de VgTZ. El vehículo fue presentado a las TAR en marzo de 2008.[3] Según KTZ, la producción en serie pudo haberse iniciado en 2009. El BMD-4M fue evaluado por las TAR.[4] En agosto de 2011, el proceso de evaluación aún no había terminado y no se había llegado a un acuerdo para el suministro de los 10 primeros vehículos a las TAR, como se había previsto en las órdenes estatales de 2011.[5] El Ministerio de Defensa de Rusia decidió adoptar el BMD-4M en diciembre de 2012.[6]

  - RKhM-5 (Objeto 958) - Vehículo de reconocimiento químico, dotado con los mismos equipos especializados de la versión RKhM-4 del BTR-80. Se le ha retirado la torreta; el RKhM-5 tiene una sobrestructura fija con una ametralladora a control remoto encima.
  - BTR-MD “Rakushka” (Objeto 955) - Vehículo de transporte multipropósito, con un casco más grande y sin torreta. Este modelo puede emplearse para transportar tropas, combustible, municiones y heridos. Además sirve como base para una nueva gama de vehículos especializados para las TAR, inclusive un mortero autopropulsado, la ambulancia BMM-D, un vehículo de mando y uno de recuperación. Algunas variantes tendrían un chasis más largo con 7 ruedas de rodaje y probablemente el mismo motor de 510 hp que el 2S25. 
    - BTR-MDM - Versión más moderna, con las mismas mejoras del BMD-4M.

  - 2S25 "Sprut-SD (Objeto 952) - Cazatanques armado con un cañón 2A75 de 125 mm, que tiene un desempeño similar al cañón principal de la serie 2A46 y además puede lanzar el misil antitanque guiado 9M119 Svir. El chasis tiene 7 ruedas de rodaje a cada lado en lugar de 5 y el motor es el 2V-06-2S de 510 hp. El 2S25 tiene un peso de combate de 18 toneladas y una tripulación de 3. Entró en servicio en 2007.[1]